# Robert Lotiron
Robert Victor Lotiron est un peintre et graveur français né le 29 octobre 1886 à Paris et mort le 18 avril 1966 à Rueil-Malmaison.

## Biographie

### Jeunesse
Robert Lotiron naît en 1886 au 59, rue de Richelieu à Paris, ses parents étant Rémy Lotiron (mort en 1930), négociant en dentelles et peintre amateur, originaire d'une famille de l'Allier établie à Fontainebleau, et son épouse née Émilie Guillard, d'ascendance mâconnaise, fondatrice d'un magasin de mode avenue de l'Opéra. En 1894, il apprend le jeu du violon, instrument dont il restera familier plus tard en continuant de le pratiquer honorablement au sein de quatuors d'amateurs. Destiné à la reprise de l'affaire de négoce paternelle, Robert Lotiron effectue sans passion des études à cette fin en Angleterre de 1901 à 1903, l'attirance pour l'art qui sourd en lui étant issue, bien plus que des loisirs picturaux du père, de l'admirable collection impressionniste découverte chez le chirurgien-dentiste de la famille, le docteur Georges Viau, installé au 47, boulevard Haussmann.
Plus conformément à sa vocation, Robert Lotiron est ainsi en 1903 l'élève de Jules Lefebvre à l'Académie Julian, chez qui il a pour condisciples Louis Marcoussis et Roger de La Fresnaye qui restera son ami, puis de Tony Robert-Fleury à l'École nationale supérieure des beaux-arts. En 1905, il découvre la Bretagne en séjournant à Morgat, dans la presqu'île de Crozon. De 1907 à 1909, il effectue son service militaire à Laon (il est musicien militaire) où il a pour compagnon de chambrée Robert Delaunay — qui plus tard le fera côtoyer Guillaume Apollinaire, Albert Gleizes et Jean Metzinger —, pour fréquenter brièvement, en début d'année 1910, les cours de Maurice Denis à l'Académie Ranson. Cette même année 1910, louant alors un atelier rue Bayen où il reçoit les visites et les conseils d'Henri Matisse, il débute au Salon d'automne dont il deviendra sociétaire en 1913 et auquel il demeurera fidèle jusqu'à sa mort et figure avec Roger de La Fresnaye, Henri Hayden, Jules Pascin, Fernand Léger et Piet Mondrian, parmi les nouveaux exposants du Salon des indépendants. Figure de l'avant-garde, il est invité en 1912 aux côtés de Picasso et de Derain à la deuxième exposition munichoise du Blaue Reiter et connait le succès en 1913 avec sa toile Le Tennis.

### Première Guerre mondiale
La Première Guerre mondiale voit en 1914 l'affectation de Robert Lotiron, dans la Somme et dans l'Oise (Noyon), au service automobile chargé du transport du matériel et de l'acheminement des combattants. Ses dessins d'alors se refusent à toute évocation apocalyptique : plutôt que « la description de l'horreur et plutôt que regarder la mort en face, Lotiron dessine les gestes quotidiens (lire, manger, nettoyer), les attitudes naturelles, la vie du régiment, comme s'il s'accrochait aux moindres preuves d'humanité. Les têtes sont songeuses, les teintes peuvent s'assombrir, mais on ne plonge pas dans le cauchemar. L'artiste-soldat reste un observateur fin et doué, sûrement pressé de retrouver de beaux sujets ». Plus tard, Lotiron dira : « libre d'engagement, je peins pour mon plaisir et mon tourment ».

### L'entre-deux-guerres

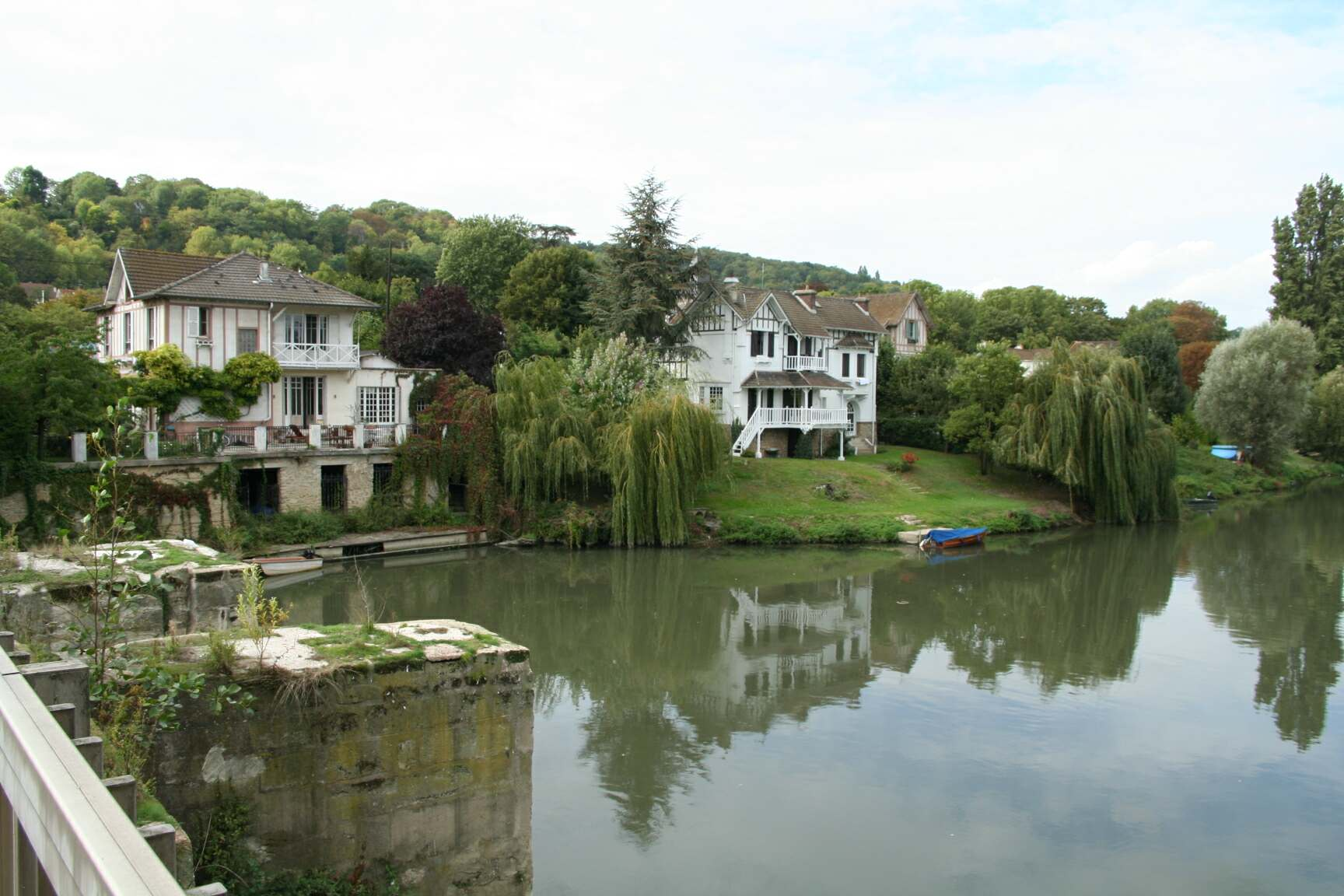
Villennes-sur-Seine

En 1919, selon Basler, Robert Lotiron évolue vers un "naturalisme spiritualisé". Il intègre les artistes permanents de la galerie Marseille à Paris, qui sont Jean-Louis Boussingault, André Dunoyer de Segonzac et Luc-Olivier Merson avec qui il va être perçu, par le refus partagé du fauvisme ou, un peu plus tard en 1924, du surréalisme, comme constituant les suiveurs du groupe de la Bande noire. Définissant Robert Lotiron comme un « cubiste de charme », Gérald Schurr voit chez lui, plutôt que l'exemple de Louis Marcoussis, celui de Georges Braque dans « la manière de fragmenter, d'insérer et d'approfondir les surfaces, de décomposer l'objet, d'ordonner ses compositions sur les thèmes des quais et des ponts de Paris ». Claude Roger-Marx, pour sa part, ne manque pas de souligner la prédilection de l'artiste pour les petits formats : « Sentant qu'il était possible d'exprimer le meilleur de lui-même sur une surface limitée, Lotiron a concentré ses dons charmants dans des petits paysages animés où son sens de la composition et de l'harmonie triomphe ».
Outre la capitale, les tableaux qu'il brosse autour de 1920 énoncent les habitudes estivales de Robert Lotiron dans la maison familiale de Villennes-sur-Seine : cette part de son œuvre restitue différents aspects du village, des communes environnantes (Orgeval, Poissy, Migneaux, Breteuil) et des travaux des champs. S'il reste également fidèle à la Bretagne, à la Normandie (en particulier le port de Dieppe où il effectue un long séjour en 1921) et bien entendu à la ville de Paris, sa curiosité de sujets nouveaux le fera plus tard séjourner à Majorque (1924), en Italie et en Espagne (de 1933 à 1935), à Istanbul (1938), offrant à Waldemar-George -qui le qualifie aussi de peintre "naïf"- d'écrire à son propos dès 1926 : « je ne me lasse pas de le redire, un des meilleurs paysagistes de notre temps ».
En 1928, Robert Lotiron fait partie des douze artistes graveurs (avec Yves Alix, Gérard Cochet, Étienne Cournault, Anthony Gross, Pierre Guastalla, Józef Hecht, André Jacquemin, Léon Lang, Amédée de La Patellière, Mily Possoz et Louis-Joseph Soulas) qui fondent le groupe de La Jeune Gravure contemporaine. En 1932, il réalise la fresque murale Les Canotiers pour le nouveau cinéma Le Grand Rex que l'on inaugure cette année-là sur le boulevard Poissonnière, avant de brosser cinq panneaux de 100 m2 sur le thème du Palais de Chaillot pour l'Exposition universelle de 1937. De 1937 à 1939, il effectue des séjours en Bourgogne et dans le Bordelais afin d'y dessiner sur le motif des Scènes de vendanges destinées à illustrer un catalogue des vins Nicolas qui, du fait de la déclaration de la Seconde Guerre mondiale en 1940, ne verra jamais le jour.

### De 1940 aux années 1960
De 1940 à 1945, Robert Lotiron rejoint sa famille à Rueil-Malmaison où il peint tant les bords de la Seine que la campagne et les communes environnantes. Il réalise alors également un carton de tapisserie pour la Manufacture des Gobelins et expérimente le travail sur porcelaine pour la Manufacture de Sèvres. Il est élu vice-président du Salon d'automne en 1945. En 1948, il aborde la lithographie en couleurs, sa méthode alors étant de reprendre une toile antérieure pour la réinterpréter sur la pierre dans une gamme de tons restreinte. Claude Roger-Marx évoque en ces lithographies « des réussites exceptionnelles, comme dans la Nature morte au pichet faite d'un bleu lavande, d'un vert clair et d'un rouge-brique, comme encore la Nature morte à la lanterne, faite d'un bleu, d'un rouge, d'un jaune et d'un vert ».
Jusqu'en 1965, Robert Lotiron se partage entre des retours en Bretagne (Plouha, Saint-Servan) et en Normandie (Barfleur, Granville, Dieppe), il va peindre les ports des Pays-Bas et trouve cependant à rester fidèle à Paris. En 1966, l'artiste accepte l'invitation qui lui est faite de participer à la Quinzaine d'art en Quercy, à Montauban. Malade, il meurt le 18 avril 1965, un mois avant l'inauguration de l'exposition où il était attendu. Le 25 avril qui suit, lors de l'assemblée générale du Salon d'automne, c'est à son confrère Pierre-Eugène Clairin qu'il revient de lui rendre hommage en évoquant le tempérament « résolu et passionné » de Robert Lotiron, appelé dans sa postérité à demeurer perçu comme ayant été, avec Henri Le Fauconnier, Henri Hayden et Paul-Élie Gernez, de ces artistes qui, sans être les fondateurs du cubisme, en reçurent la fascination, puis s'en libérèrent tout en en conservant le sens affirmé de la forme.

## Œuvres

### Thèmes picturaux
- La ville de Laon, où Robert Lotiron revient peindre avec Robert Delaunay, 1912.
- Le tennis (séjour à Étretat), 1913.
- Les guinguettes, vers 1920.
- Les ports (Dieppe, Calais, Cannes, Carnaval de Nice…), décennie 1920.
- Majorque, 1924.
- La Bretagne, Saint-Malo, Dinard, Concarneau, Douarnenez…, entre 1925 et 1930.
- Les environs de Rueil-Malmaison - Chatou, Bougival, Louveciennes, Port-Marly, entre 1940 et 1945.
- Les berges de la Seine à Paris et Villennes-sur-Seine et ses environs, thèmes permanents.

### Contributions bibliophiliques
- Almanach de cocagne pour l'an 1921, dédié aux vrais gourmands et aux francs-buveurs, variété du calendrier gastronomique du maître-queux et écrivain culinaire Édouard Nignon, les douze mois étant accompagnés de gravures originales sur bois de douze artistes différents dont Robert Lotiron, Éditions de La Sirène, 1921.
- Id., Éditions de la Sirène, 1922.
- Les Parallèles n°3, poème d'Henry Bataille, textes de Marc-Henri et premier chapitre inédit du livre de Fernand Fleuret Histoire de la bienheureuse Raton, fille de joie, portrait de Fernand Fleuret par Alice Halicka, illustrations, motifs décoratis et lithographie originale de Robert Lotiron, gravure sur cuivre par Roger de Valerio, Art et Médecine, octobre 1926.
- Yves Alix, Georges Capon, Edmond Ceria, Pierre-Eugène Clairin, Paul-Élie Gernez, Wilhelm Gimmi, Louis Latapie, Robert Lotiron, Maurice Savin et Henri Vergé-Sarrat, La rue à Paris, portfolio de dix lithographies, L'Amour de l'Art, Librairie de France, 1931[15].
- Guy de Maupassant (préface de René Dumesnil), L'inutile beauté, illustré de cinquante-cinq dessins et de huit hors-texte exécutés au pochoir par Robert Lotiron, en fin de volume suite de huit gravures sur Velin d'Arches par Robert Lotiron, tome VIII des œuvres complètes dee Guy de Maupassant, Librairie de France, 1936.
- Jean-Jacques Brousson, Francis Carco, Jean Cassou, Paul Claudel, Colette, Georges Duhamel, Raymond Escholier, Léon-Paul Fargue, Jean Giraudoux, Pierre Mac Orlan, Paul Morand, Jules Romains, André Suarès, Paris 1937, soixante-deux lithographies originales par soixante-deux artistes dont Robert Lotiron pour Île Saint-Louis de Jean-Jacques Brousson, ouvrage décoré et imprimé par Jean-Gabriel Daragnès pour la ville de Paris, Exposition universelle de 1937.
- Henry Charpentier, Poèmes orphiques, lithographie originale de Robert Lotiron, Éditions Rombaldi, 1945.
- Gabriel-Joseph Gros, Le Bouquet de la mariée, trente lithographies, pointes sèches et eaux-fortes originales par Maurice Asselin, Michel Ciry, Jean-Joseph Crotti, Hermine David, René Demeurisse, André Derain, Othon Friesz, Édouard Goerg, Edmond Heuzé, Marie Laurencin, Robert Lotiron, André Marchand, Kostia Terechkovitch, Louis Touchagues,... six cent trente exemplaires numérotés, Marcel Sautier, Paris, 1945.
- Robert Lotiron, Dix estampes originales, présentation de Jean Alazard (deux eaux-fortes dans les six pages de texte), quatre eaux-fortes et six lithographies originales sous cartonnage à rabat, chaque estampe numérotée et signée, cent exemplaires sur vélin pur fil de Lana, collection Les maîtres de l'estampe française contemporaine, Éditions Rombaldi, 1946.
- Pierre Bost, Jean Cassou, Paul Éluard, Jean Giraudoux, Max Jacob, Jacques de Lacretelle, Pierre Mac Orlan, Gabriel Marcel, Thierry Maulnier, François Mauriac, Henri Mondor, Jean Paulhan, Georges Pillement, Georges Ribemont-Dessaignes, Alternances, seize eaux-fortes originales par Jean Cocteau, Jean-Gabriel Daragnès, Hermine David, André Dignimont, Pierre Dubreuil, Édouard Goerg, Valentine Hugo, Marie Laurencin, André Lhote, Robert Lotiron, Jacques Maret, Henri Matisse, Roger Vieillard, Jacques Villon, Henry de Waroquier, trois cents exemplaires numérotés, Éditions Le Gerbier, 1946.
- Francis Jammes, L'Angelus de l'aube et l'Angelus du soir, soixante-quatorze lithographies originales de Robert Lotiron, Éditions M. Sautier, Paris, 1947.
- Philippe Chabaneix, Musiques nouvelles, trente-deux lithographies originales de Robert Lotiron, deux cents exemplaires numérotés, Les Pharmaciens bibliophiles, 1958.

## Expositions

### Expositions personnelles
- Galerie Druet, Paris, novembre-décembre 1921 (Robert Lotiron. Soixante peintures et dessins), janvier 1931[16].
- Galerie Jeanne Bucher, 1938.
- Galerie Carré, Paris, 1942.
- Galerie Sagot - Le Garrec, Paris, 1955 (estampes), novembre 1965 (gouaches).
- Galerie de Paris, Paris, 1962.
- Robert Lotiron, Château-musée de Dieppe, juin-septembre 1978.
- Robert Lotiron. Toiles, gouaches, œuvre gravé, 1921-1965, musée des Beaux-Arts de Menton, octobre 1994-janvier 1995.
- Robert Lotiron, Musée de Pont-Aven, octobre 1997-janvier 1998.
- Robert Lotiron, la poésie du quotidien, La Piscine, Roubaix, juin-septembre 2022[17],[18].
- Robert Lotiron - Œuvre gravé et lithographié, musée des Beaux-Arts de Cambrai, juin-octobre 2022[18].
- Robert Lotiron - Dessins, musée du Mont-de-Piété de Bergues, juin-octobre 2022[18].

### Expositions collectives
- Salon des indépendants, Paris, à partir de 1910[7].
- Salon d'automne, Paris, de 1910 à 1965 (rétrospective personnelle en 1954)[6]
- Exposition de la revue "Der Blaue Reiter". Georges Braque, Robert Delaunay, André Derain, Roger de La Fresnaye, Robert Lotiron, Pablo Picasso, Maurice de Vlaminck, Galerie Hans Golz, Munich, 1912.
- Pictures by Robert Lotiron and water-colours by Duncan Grant and Vanessa Bell, Independent Gallery, Londres, 1920[19].
- La jeune peinture française - Maurice Asselin, Roger Bissière, Louis Charlot, André Derain, Charles Dufresne, André Dunoyer de Segonzac, Jean Fernand-Trochain, Othon Friesz, André Lhote, Robert Lotiron, Maurice Utrillo, Henry de Waroquier…, Galerie Manzi-Joyant, Paris, juin-juillet 1920[20].
- Exposition internationale de Genève, 1921[21].
- Essai d'une collection : douze peintres - Yves Alix, Valdo Barbey, Jean-Louis Boussingault, Pierre Dubreuil, Charles Dufresne, Marcel Gromaire, Conrad Kickert, Albert Huyot, Robert Lotiron, Jean Marchand, André Dunoyer de Segonzac, Galerie van Deene, Amsterdam.
- Trente ans d'art indépendant, Grand Palais, Paris, 1926.
- 23e Salon des Décorateurs, Paris, 1933.
- Biennale de Venise, 1936.
- Œuvres récentes : Gérard Cochet, Othon Coubine, Henriette Deloras, Robert Lotiron, Jacques Lestrille, Hélène Marre, Georges Sabbagh, Galerie Druet, Paris, novembre 1939.
- Les maîtres de l'art indépendant, Exposition universelle de 1937, Paris[5].
- La peinture moderne française de l'Impressionnisme au temps présent, Haus der Kunst, Munich, 1947.
- Bimillénaire de Paris - Comité Montparnasse - Exposition de peintres et sculpteurs de l'École de Paris, La Coupole, Paris, juin-juillet 1951[22].
- Biennale de Menton, 1951, 1953.
- Exposition au musée de Belfort, 1953
- École de Paris, galerie Charpentier, Paris, 1954.
- Semaine des arts, Dijon, 1960.
- Exposition d'art vivant, Chalons-sur-Marne, 1961.
- Peintres de la Bretagne de Gauguin à nos jours, musée de Limur, Vannes, juillet-septembre 1964.
- 1er Salon Biarritz - San Sebastian : École de Paris, peinture, sculpture - Yvette Alde, André Beauce, Jehan Berjonneau, Louis Berthomme Saint-André, Andrée Bordeaux-Le Pecq, Roland Bierge, Maurice Boitel, Rodolphe Caillaux, Jack Chambrin, Jean Cluseau-Lanauve, Paul Collomb, Antonio Guansé, Henri Hayden, Franck Innocent, Daniel du Janerand, Adrienne Jouclard, Jean Joyet, Georges-André Klein, Germaine Lacaze, André La Vernède, Robert Lotiron, Jean Navarre, Roland Oudot, Maurice Verdier, Henry de Waroquier…, musée San Telmo, Saint-Sébastien (Espagne) et Casino Bellevue, Biarritz, juillet-septembre 1965[23].
- Quinzaine d'art en Quercy, Montauban, mai 1966.
- Salon d'été "Regards" - Georges Bradberry, Joël Dabin, Othon Friesz, Michel Jouenne, Robert Lotiron, Gaston Sébire, Claude Venard, Jules Zingg, salle Marcel Beaudouin, Saint-Gilles-Croix-de-Vie, 1997.
- L'estampe en Bretagne, 1880-1960, musée de Pont-Aven, mars-juin 2006.
- Chefs-d'œuvre ?, Centre Pompidou-Metz, mars 2010 - septembre 2011.
- Enrichir, restaurer, conserver - Dix ans d'actions en faveur des collections, musée départemental de l'Oise, Beauvais, janvier-juin 2011[24].
- Collection George et Adèle Besson, musée de l'Abbaye, Saint-Claude (Jura), octobre 2011 - février 2012[25].
- Paysages et modernité : l'entre-deux-guerres, musée des beaux-arts de Mulhouse, avril-juin 2013[26].
- Peintres en guerre : Henri Marret (1878-1964) et Robert Lotiron (1886-1966), musée du Mont-de-Piété de Bergues, mai-octobre 2014[27],[8].
- Peindre la banlieue de Corot à Vlaminck, 1850-1950, atelier Grognard, Rueil Malmaison, décembre 2016 - avril 2017[28].

## Réception critique
- « Robert Lotiron ne ressemble qu'à lui-même ; la franchise de ses accents, la qualité de sa matière lisse et grasse, la justesse de ses valeurs le mettent hors de pair. » - Louis Vauxcelles[29].
- « Des peintres paysagistes modernes, Lotiron est celui qui a le sens le plus juste des mesures harmonieuses. » - Waldemar-George[30]
- « Lotiron est maître de sa couleur à laquelle il donne sa qualité et son poids dans la forme, depuis les tons vibrants et nourris des jours ensoleillés jusqu'aux tons fluides et légers des temps de pluie. Il est maître de sa composition dans l'expression même. Il est, enfin, acquis à la lumière qu'il étage en harmonies puissantes et volontaires. » - Charles Fegdal[31]
- « Sans à-coups, sans ratés, Lotiron progresse et fortifie de plus en plus ses dons. Personne ne sait comme lui jouer des blancs, agencer des verts dont l'intensité n'aboutit jamais à l'aigreur ; et il arrive à rendre tout l'azur d'un ciel d'été, sans user de ces bleus durs et opaques que certains paysagistes feraient mieux de laisser aux lessiveuses. Il n'est pas une toile de Lotiron qui n'ait son parfum, ne respire l'odeur du jour et de l'heure où elle a été exécutée. À elles seules, les petites figures que l'artiste dispose dans ses tableaux suffiraient à prouver son talent. Bien que réduites à une silhouette, elles sont d'une vérité étonnante, n'ont rien du mannequin inerte et complaisant. Il ne faudrait pas négliger, enfin, les nus que Lotiron a mêlés à ses paysages. On devinait que l'envie de peindre la figure le tenait. On peut assurer à l'artiste qu'il est parvenu, en ce domaine, à une maîtrise qu'il s'est acquise comme peintre de paysage. » - François Fosca[16]
- « Rien n'est plus savoureux que la touche large et grasse de cet amoureux manieur de pâte pour construire, par plans simples et nets sans sécheresse, qu'il plante son chevalet à Dieppe ou à Dordrecht, à Chatou ou à Grenelle, ou qu'il évoque les scènes de moissons et de vendanges dont les grandes dimensions ne compromettent jamais ni la fraîcheur ni le style qui assurèrent le juste succès de ses petits paysages. » - George Besson[32]
- « Lotiron ne garda qu'un sens toujours net des plans lumineux, mais il les traduisit avec une finesse aiguë d'observation. » - René Huyghe et Jean Rudel[33]
- « Son amitié pour Roger de la Fresnaye l'oriente pour un temps vers le cubisme : cette exégèse linéaire marquera de manière indélébile ses paysages lorsqu'il se tournera plus tard vers un réalisme impressionniste. » - Gérald Schurr[34]

## Récompenses et distinctions
- Chevalier de la Légion d'honneur.
- Premier prix de la Biennale de Menton, 1953.
- Président du Salon d'automne, 1962.

## Collections publiques

### Australie
- Melbourne, National Gallery of Victoria : La Seine à Paris, huile sur toile[35].

### États-Unis
- Chicago, Art Institute of Chicago.
- Philadelphie, Fondation Barnes : Deux hommes jouant au backgammon, 1920, huile sur toile[36].

### France
- Bagnols-sur-Cèze, musée Albert-André : Le Bateau-Lavoir, 1959, huile sur toile, donation George et Adèle Besson.
- Beauvais, Musée départemental de l'Oise : Le Talus vert, huile sur toile, donation Jacques Foucart.
- Belfort, Musée d'Art et d'Histoire : 
  - Douarnenez, huile sur toile;
  - Boulevard de Courcelles, huile sur toile.
- Bergues, musée du Mont-de-Piété : Nus, scènes militaires, scènes de bistrot, trente dessins[37].
- Céret, musée d'Art moderne.
- Dieppe, château-musée de Dieppe :
  - La Gare maritime, huile sur toile ;
  - Le Pont tournant à Dieppe, 1921, huile sur toile, (27 × 46 cm[38].
- Épinal, musée départemental des Vosges.
- Marseille, musée Cantini.
- Paris :
  - Bibliothèque historique de la ville de Paris, La rue à Paris, suite de dix lithographies dont Robert Lotiron.
  - département des estampes et de la photographie de la Bibliothèque nationale de France.
  - musée d'Art moderne de la ville de Paris : La Maison blanche, huile sur toile[33].
  - musée Carnavalet : Péniches sur la Seine au quai Saint-Bernard, huile sur toile[39].
  - musée national d'Art moderne :
    - Moissonneurs, 1931, détrempe sur papier, 91 × 130 cm) ;
    - La Seine à Paris, huile sur toile[40].
- Remiremont, musée Charles-Friry[41].
- Roubaix, La Piscine : Sablière au bord des quais, huile sur toile, 41 × 33 cm[42].

### Royaume-Uni
- Bolton, Bolton Museum : Village dans un paysage, huile sur toile[43].

### Suisse
- Genève, musée d'Art et d'Histoire, La rue à Paris, suite de dix lithographies dont Robert Lotirron[15].
- Lausanne, musée cantonal des Beaux-Arts.
- Pully, musée d'Art.

## Fresques murales
- Paris, cinéma Le Grand Rex, Les Canotiers, 1932.
- Sceaux, lycée Marie-Curie[44]

## Collections privées référencées
- Henri Adam-Braun[45].
- Denys Cochin, Le violoncelliste, huile sur toile (Salon d'automne, 1919)[3].
- Marc Elder, La statue de la Liberté sur le pont de Grenelle, huile sur toile[46].